# Tyromyces mexicanus
Tyromyces mexicanus är en svampart som beskrevs av Ryvarden & Guzmán 2001. Tyromyces mexicanus ingår i släktet Tyromyces och familjen Polyporaceae.   Inga underarter finns listade i Catalogue of Life.